# المحافظة على الماء من التلوث
لقد عرفت مشكلة تلوث الماء منذ زمن بعيد، ومن أوائل الدلائل التاريخية ما وصف عن تحول مياه النيل إلى اللون الأحمر في فترات معينة من السنة. يعتبر المجرى المائي ملوثاً عندما يتغير تركيب عناصره أو تتغير حالته بطريقة مباشرة أو غير مباشرة بسبب نشاط الإنسان، بحيث تصبح هذه المياه أقل صلاحية للاستعمالات الطبيعية المخصصة لها أو لبعضها، ويتضمن هذا التعريف أيضاً ما يطرأ على الخصائص الطبيعية والكيميائية والبيولوجية التي تجعل الماء غير صالح للشرب أو للاستهلاك المنزلي أو الصناعي أو الزراعي وغيره بسبب التغيرات الحرارية الناتجة عن التلوث الحراري.

## ملوثات الماء
هناك عدة طرق لتصنيف ملوثات الماء، ويعتبر التصنيف التالي هو المستعمل من قبل أكثر وكالات الحماية البيئية ويضم:
1. الفضلات المستهلكة للأكسجين: هي مركبات عضوية قابلة للتحلل الحيوي وتوجد في مياه المجاري وبعض المخلفات الصناعية.
2. العوامل المسببة للمرض: تشمل الكائنات الدقيقة الممرضة المختلفة والتي تدخل الماء عادة مع فضلات الإنسان.
3. المركبات العضوية التركيبية: تضم المنظفات والمبيدات الكيميائية وبعض المواد الكيميائية الصناعية.
4. المواد المغذية النباتية: مثل النيتروجين والفسفور التي تنصرف من الأراضي المسمدة وكذلك المواد المقذوفة من محطات معالجة مياه المجاري وهذه المواد تنشط نمو الطحالب والأعشاب المائية.
5. المواد الكيميائية غير العضوية والمواد المعدنية: تضم الأحماض التي تتكون عند تصريف الماء من المناجم المهجورة وكذلك المعادن الثقيلة مثل الزئبق والكادميوم.
6. الترسبات: عبارة عن حبيبات التربة والحبيبات الرملية والمعدنية التي تنجرف من اليابسة، وتؤدي إلى ضرر كبير للحياة في القاع كالمحار والشعب المرجانية.
7. المواد المشعة: تستطيع أن تدخل إلى الماء عن طريق عمليات استخراج وتصنيع خامات المواد المشعة.
8. التفريغ الحراري: إذ يؤدي قذف المياه الحارة الناتجة عن تبريد المصانع ومحطات الطاقة وغيرها في المجاري المائية إلى رفع درجة حرارتها مما يؤدي إلى تغيرات مختلفة في النظام البيئي.

## المحافظة على الماء من التلوث
الماء من أهم ضروريات الحياة لكافة الكائنات الحية بالإضافة إلى أهميته في الزراعة والصناعة، إلا أن الماء بالرغم من كونه الأساس في استمرار الحياة فقد يكون سبباً في تهديدها إذا كان ملوثاً، فهناك عدة أمراض ترتبط بتلوث مصادر المياه عن طريق فضلات الحيوان والإنسان وهذه الأمراض، تشمل: الكوليرا، وحمى التيفوئيد، وحمى البارا تيفوئيد، والديزنطريا، وداء التولاريميا، والتهابات الكبد المعدية. وهناك بعض الأمراض التي تنتج من مجرد التلامس المائي كما في حالة البلهارسيا أو الناقلات الحشرية كما هي الحال في الملاريا. ولقد كثر في الماضي انتشار هذه الأمراض والتي كانت تظهر على شكل كوارث تودي بحياة الكثير وذلك بسبب عدم اتباع الشروط الصحية في تأمين الماء. ويعد تلوث الماء بواسطة صرف المجاري هو السبب الرئيسي للأمراض التي تنتقل عن طريق الماء، إذ يحتوي الإخراج المعوي للمرضى والحاملين لمثل هذه الأمراض البكتيريا الممرضة والفيروسات والطفيليات المسؤولة عن انتشار المرض، فحامل المرض قد لا يكون هو نفسه مدركاً أنه مصاب ولذلك يصبح من الضروري اتخاذ الاحتياطات الصحيحة لكل فضلات الإنسان، فالكائنات الدقيقة المسببة للمرض يمكن أن تنتقل من إخراج شخص مصاب إلى أفواه أناس أصحاء عن طريق الغذاء أو الماء الملوث. ويمكن السيطرة على انتشار مثل هذه الأمراض المعدية بالمعالجة الصحيحة لفضلات الإنسان وبتنقية موارد مياه الشرب. كما أن زيادة بعض المواد الكيميائية في الماء أو نقصها قد تسبب أمراضاً مختلفة كالاضطرابات المعدية الكلوية التي تنتج عن زيادة أملاح كربونات وكلوريدات وكبريتات الكالسيوم والرصاص وكذلك تآكل ميناء الأسنان وإذا زاد تركيز الفلور في الماء عن حد معين، وتورم الغدة الدرقية الناتج عن نقص اليود وتسوس الأسنان الذي ينجم عن نقص في تركيز الفلور عن حد معين وغيرها.
وحتى لا يكون الماء سبباً في انتشار الأمراض فلا بد من اتخاذ كافة الإجراءات الوقائية التي يمكن إجمالها في التالي:
1. تأمين الماء النقي.
2. اتخاذ الإجراءات وسن القوانين والتشريعات الضرورية للإبقاء على الماء في حالة كيميائية وطبيعية وبيولوجية لا تسبب أضراراً للإنسان والحيوان والنبات.
3. معالجة المخلفات البشرية السائلة قبل طرحها في المسطحات المائية.

### تأمين الماء النقي
المياه النقية هي تلك الخالية من البكتيريا والمواد المنحلة التي تكسبها لوناً أو طعماً أو تجعلها مسببة للأمراض، وأما مصادر هذه المياه التي يمكن استخدامها لإمداد التجمعات السكنية بحاجاتها الشخصية والزراعية والصناعية فهي الأمطار والمياه الجوفية والمياه السطحية، وأياً كان مصدر المياه فإنها لا توجد في الطبيعة نقية بصورة تامة فمياه الأمطار التي تعتبر من أنقى المياه أصبحت ملوثة قليلاً أو كثيراً بسبب ما يذوب فيها أثناء سقوطها من غبار وغازات وغيرها ولا سيما في بدء سقوط المطر، ولكن إذا جمعت الأمطار بعد فترة من سقوط المطر لكانت نقية إلى درجة بعيدة.
أما المياه الجوفية التي تذيب نسبة من الأملاح أثناء تسربها في التربة فيمكن القول أنها من المياه الجيدة التي يمكن للإنسان الاعتماد عليها في إمداد التجمعات السكنية بالمياه اللازمة النقية وتخرج هذه المياه إلى السطح على شكل ينبوع أو يستخرجه الإنسان بحفر الآبار.
وإذا لم تتوفر الينابيع والمياه الجوفية ومياه الأمطار فلا بد من استعمال المياه السطحية (الأنهار وروافدها والبحيرات وغيرها) كمصدر للمياه العذبة، واستعمال مثل هذه المياه غير ممكن إلا بعد تنقيتها قبل استعمالها وذلك لتحسين الصفات الطبيعية لها بإزالة المواد العالقة فيها وكذلك اللون والطعم والرائحة وكذلك البكتيريا، وخاصة الممرضة منها، وجعلها صالحة للاستعمال. وتتوقف طريقة التنقية المختارة على الصفات الأصلية للماء وما تحويه من شوائب وعلى الاستعمال المتوقع لها، وتقسم محطات تنقية الماء إلى ثلاثة أنواع رئيسية وهي محطات تنقية الماء بالترشيح البطيء، ومحطات تنقية الماء بالترشيح السريع، ومحطات تنقية الماء لأغراض خاصة مثل إزالة عسر الماء.

### الإجراءات الضرورية لوقاية الماء من التلوث
تهدف إلى الإبقاء على الماء في حالة كيميائية وطبيعية وبيولوجية بحيث لا تسبب ضرراً للإنسان والحيوان والنبات، وأهم هذه الإجراءات التالية:
1. بناء المنشآت اللازمة لمعالجة المياه الصناعية الملوثة ومياه المخلفات البشرية السائلة والمدابغ والمسالخ وغيرها وذلك قبل صرفها في المسطحات المائية، بحيث تصبح خالية من أي رواسب ضارة أو مواد طافية ذات رائحة أو لون أو أي مواد سامة تضر بالإنسان أو الحيوان أو الكائنات المائية، وعدم صرف المياه غير المعالجة أو مرتفعة درجة الحرارة إلى المسطحات المائية.
2. مراقبة المسطحات المائية المغلقة كالبحيرات وغيرهما من تراكم الطين والمواد العضوية المختلفة التي تقلل من عمقها وتسرع عملية اضطراد النمو البيولوجي مما يحدث خللاً في توازنها البيئي، وذلك عن طريق إيقاف عمليات انجراف التربة وتخفيف حدة السيول السطحية، ومن أفضل الوسائل لتحقيق هذا تشجير المناطق المحيطة بالمسطحات المائية.
3. إحاطة المناطق التي تستخرج منها المياه الجوفية المستعملة لإمداد التجمعات السكانية بحزام يتناسب مع ضخامة الاستهلاك، ويمنع حدود هذا الحرم الزراعة أو البناء أو شق الطرق العامة كما يشجر بالأشجار المناسبة.
4. كثيراً ما تكون الينابيع عرضة للتلوث بالقرب من فوهاتها، لذا لا بد من حمايتها من خطر التلوث وذلك ببناء حجرة إسمنتية فوق مخرج الماء على أن تحاط الحجرة بمجرى صغير لصرف مياه الانسياب السطحي دون أن تصل إلى الينبوع، كما تُحمى منطقة النبع بسور يمتد على حدودها، ويُمنع البناء بالقرب من النبع ويُشجر حرمه بالأشجار المناسبة، كما يتم الحصول على ماء النبع بواسطة أنابيب تمتد داخل النبع وحتى تصل إلى المستهلك مباشرة.
5. إصدار القوانين التي تحدد المستويات المختلفة التي قد تضر أو تنقص من قيمة المسطحات المائية إذا ألقيت فيها بصورة أو بأخرى، كما يجب أن تتضمن القوانين التي يجب أن تكون عليها المخلفات عند خروجها من المصانع أو شبكة المجاري وغيرها قبل أن تصرف في المجاري المائية، على أن تتضمن المواصفات عدداً من الخواص الطبيعية والكيميائية البيولوجية، وأهمها: الأكسجين الحيوي المستهلك، والرقم الهيدروجيني (PH)، ودرجة الحرارة، والمواد العالقة، ودرجة العكارة، واللون، والتلوث البكتيري، والعناصر الكيميائية السامة وغيرها.
6. وضع المواصفات الخاصة التي يجب توافرها في المياه تبعاً للغاية المستخدمة من أجلها، فمثلاً لا بد من توافر المواصفات التالية في مياه الشرب وفي مياه البحيرات والمسطحات المائية المستعملة للسباحة والرياضة المائية والاستحمام.
7. الاهتمام الخاص بالأحوال البيئية في مياه الأنهار وشبكات الري والصرف والبحيرات والمياه الساحلية ورصد تلوثها ووضع كافة الإجراءات لحمايتها من التلوث الكيميائي وخاصة المبيدات الكيميائية صعبة التفكك والمركبات المعدنية السامة التي يمكن أن تتراكم في أنسجة الكائنات الحية.
8. تدعيم وتوسيع عمل مخابـر التحليل الكيميائية والحيوية الخاصة بمراقبة تلوث الماء. وإجراء تحاليل دورية للمياه للوقوف على نوعيتها.
9. تطوير التشريعات واللوائح المنظمة لاستغلال المياه ووضع المواصفات الخاصة بالمحافظة على المياه وإحكام الرقابة على تطبيق تلك اللوائح بدقة وحزم.

### معالجة المخلفات البشرية السائلة
لقد ازداد في السنوات الأخيرة الاهتمام بمياه المخلفات البشرية السائلة وتلوثها وذلك نظراً للزيادة المستمرة في معدلات استهلاك المياه والتي ترتبط بعوامل كثيرة منها زيادة السكان والتقدم الصناعي وما يحتاجه من الماء، والمركبات الكيميائية المختلفة والمعقدة المستخدمة في الصناعة والتنظيف، والتي يصرف جزء منها مع المخلفات السائلة، كل هذه العوامل جعلت من المخلفات السائلة مشكلة كبيرة تتفاقم آثارها عاماً بعد آخر.
ويصحب زيادة استعمال الماء، سواءً بالنسبة للاستعمال المنزلي أو للاحتياجات الصناعية، زيادة الملوثات وما يرافق ذلك من مشاكل سواءً في نقل الأمراض أو تلويث التربة والمياه الجوفية أو تلويث المسطحات المائية إلى جانب التأثيرات السلبية على الكائنات التي تعيش في الماء، لذا فإن التخطيط في السنوات الأخيرة أخذ ينمو في اتجاه عدم التخلص من المخلفات السائلة في الأنهار أو البحيرات أو البحار وإنما إعادة استعمالها بعد معالجتها إلى درجة كافية تحول دون وقوع أضرار من استعمالها.
إن معالجة المخلفات السائلة وإعادة استعمالها أصبح ملحاً في مثل ظروف الوطن العربي الذي تفتقر معظم أقطاره إلى مصادر مائية ثابتة من ناحية وبسبب الزيادة المستمرة في الحاجة إلى المياه للزراعة والصناعة والاستهلاك البشري من ناحية ثانية، الأمر الذي يدعو بعضاً منها إلى تحلية مياه البحر.
تشمل مراحل معالجة المخلفات البشرية السائلة عمليات بيولوجية وأخرى كيميائية تهدف إلى تحسين خواص المياه حتى يمكن التخلص منها في المسطحات المائية أو إعادة استعمالها دون أي أضرار على الإنسان أو الكائنات الحية أو التربة.